# Тюменська область
Тюме́нська о́бласть (рос. Тюме́нская о́бласть) — суб'єкт РФ, входить до складу Уральського федерального округу.
Адміністративний центр — м. Тюмень.
Межує із Красноярським краєм, Томською, Омською, Курганською, Свердловською областями, Республікою Комі, Ненецьким автономним округом, а також з Північноказахстанською областю Казахстану.
Утворено 14 серпня 1944.

## Географічні характеристики
Тюменська область за територією займає 3 місце по Росії, поступаючись лише Якутії і Красноярському краю і 1 місце серед 9 регіонів Західного Сибіру. Область займає більшу частину Західно-Сибірської рівнини і фактично ділить територію Росії на дві великі частини: західніше — Урал і європейська частина країни, східніше — азійська: Сибір і Далекий Схід.
Область має екстремальні природно-кліматичні умови на більшій частині території — 90 % її віднесено до районів Крайньої Півночі або прирівняно до них.
Найбільші річки області — Об і Іртиш — мають судноплавне значення. Велика частина території (43 млн га) покрита лісами.

## Часовий пояс
Тюменська область знаходиться в часовому поясі, що позначається за міжнародним стандартом як Yekaterinburg Time Zone (YEKT/YEKTST). Зсув відносно UTC складає +5:00 (YEKT, зимовий час) / +6:00 (YEKTST, літній час), оскільки в цьому часовому поясі діє перехід на літній час. Щодо Московського часу часовий пояс має постійний зсув +2 години і позначається в Росії відповідно як MSK+2. Єкатеринбурзький час відрізняється від поясного часу на одну годину, оскільки на території Росії діє декретний час.

## Населення
За населенням область займає 11 місце по Росії (3323,3 тис. осіб в 2006) і лідирує серед регіонів Західного Сибіру. По щільності населення (2,3 осіб/км²) — 75 місце по Росії й 3 — серед регіонів Західного Сибіру, а за рівнем урбанізації (78,6 %) — 18 місце по Росії й 4 серед регіонів Західного Сибіру (2005).
Згідно зі Всеросійським переписом населення 2002 року, національний склад населення області був таким:
| Народ         | Чисельність, 2002, % (*) |
| ------------- | ------------------------ |
| Росіяни       | 71,6 %                   |
| Татари        | 7,4 %                    |
| Українці      | 6,5 %                    |
| Башкири       | 1,4 %                    |
| Азербайджанці | 1,3 %                    |
| Чуваші        | 0,9 %                    |
| Ненці         | 0,86 %                   |
| Німці         | 0,83 %                   |
| Ханти         | 0,82 %                   |
| Казахи        | 0,57 %                   |
| Молдовани     | 0,55 %                   |
| Вірмени       | 0,45 %                   |

## Адміністративно-територіальний поділ
На території Тюменської області як суб'єкта РФ розташовані Ханти-Мансійський і Ямало-Ненецький автономні округи, які також отримали статус повноправних суб'єктів Російської Федерації в 1993 році. Керівництво Тюменської області наполягає на необхідності злиття трьох суб'єктів в один.
Згідно з ухвалою Конституційного суду РФ, територія і населення Тюменської області єдині, органи державної влади формуються всім населенням області відповідно до федеральних законів і договорів.
Нижче подано список адміністративних одниць без урахування автономних округів:
| Район, міський округ          | Площа, км² | Населення, осіб (2002) | Населення, осіб (2010) | Населення, осіб (2018) | Населення, осіб (2020) | Центр           | Поселення | Населені пункти |
| ----------------------------- | ---------- | ---------------------- | ---------------------- | ---------------------- | ---------------------- | --------------- | --------- | --------------- |
| Абатський район               | 4080,44    | 23566                  | 19837                  | 17071                  | 16535                  | Абатське        | 11        | 65              |
| Армізонський район            | 3109,04    | 11027                  | 10064                  | 9301                   | 9118                   | Армізонське     | 9         | 34              |
| Аромашевський район           | 3446,36    | 14175                  | 12202                  | 10568                  | 10101                  | Аромашево       | 11        | 39              |
| Бердюзький район              | 2828,87    | 13019                  | 11490                  | 10784                  | 10618                  | Бердюж'є        | 9         | 30              |
| Вагайський район              | 18400      | 24561                  | 22539                  | 20749                  | 20436                  | Вагай           | 19        | -               |
| Вікуловський район            | 5798,89    | 18383                  | 16435                  | 15431                  | 15108                  | Вікулово        | 14        | 54              |
| Ісетський район               | 2751,20    | 26565                  | 26061                  | 25318                  | 24878                  | Ісетське        | 16        | 41              |
| Ішимський район               | 5443,90    | 34693                  | 31085                  | 29568                  | 28550                  | Ішим            | 22        | 89              |
| Казанський район              | 3094,54    | 23978                  | 22490                  | 21622                  | 21248                  | Казанське       | 13        | 40              |
| Нижньотавдинський район       | 7357       | 24066                  | 23048                  | 22216                  | 21672                  | Нижня Тавда     | 17        | -               |
| Омутинський район             | 2828,12    | 20913                  | 19608                  | 18457                  | 18088                  | Омутинське      | 8         | 35              |
| Сладковський район            | 4022,78    | 15052                  | 12264                  | 10412                  | 9968                   | Сладково        | 10        | 46              |
| Сорокинський район            | 2701,22    | 11801                  | 10254                  | 9692                   | 9403                   | Велике Сорокино | 7         | 30              |
| Тобольський район             | 17222      | 23679                  | 22354                  | 20895                  | 20291                  | Тобольськ       | 22        | -               |
| Тюменський район              | 3689,44    | 93248                  | 107175                 | 118965                 | 127337                 | Тюмень          | 20        | 76              |
| Уватський район               | 48321      | 19271                  | 19452                  | 19176                  | 19335                  | Уват            | 12        | -               |
| Упоровський район             | 3007,70    | 20865                  | 20662                  | 20824                  | 20296                  | Упорово         | 14        | 56              |
| Юргінський район              | 4408,51    | 13475                  | 12313                  | 11454                  | 11175                  | Юргінське       | 10        | 30              |
| Ялуторовський район           | 2847,43    | 15799                  | 14461                  | 14417                  | 14068                  | Ялуторовськ     | 15        | 40              |
| Ярковський район              | 6657       | 25074                  | 23184                  | 23268                  | 23041                  | Ярково          | 14        | -               |
| Голишмановський міський округ | 4085,05    | 27907                  | 26747                  | 25851                  | 25145                  | Голишманово     | -         | 63              |
| Заводоуковський міський округ | 2996,00    | 48382                  | 46748                  | 46820                  | 46678                  | Заводоуковськ   | -         | 47              |
| Ішимський міський округ       | 46,10      | 67757                  | 65243                  | 65142                  | 64414                  | Ішим            | -         | 1               |
| Тобольський міський округ     | 222        | 107494                 | 103583                 | 102453                 | 102279                 | Тобольськ       | -         | -               |
| Тюменський міський округ      | 470        | 510719                 | 604816                 | 768358                 | 807271                 | Тюмень          | -         | -               |
| Ялуторовський міський округ   | 52         | 36088                  | 36493                  | 39967                  | 40273                  | Ялуторовськ     | -         | -               |

## Населені пункти
Населені пункти з населенням понад 10 тисяч осіб:
| Населений пункт | Населення, осіб (2002) | Населення, осіб (2010) |
| --------------- | ---------------------- | ---------------------- |
| Тюмень          | 510719                 | 581907                 |
| Тобольськ       | 92880                  | 99694                  |
| Ішим            | 67757                  | 65243                  |
| Ялуторовськ     | 36088                  | 36493                  |
| Заводоуковськ   | 25674                  | 25647                  |
| Боровський      | 15505                  | 17489                  |
| Голишманово     | 13510                  | 13634                  |
| Вінзілі         | 11291                  | 12320                  |

## Природні ресурси
В Тюменській області зосереджена основна частина запасів нафти і газу Росії. Загальний обсяг пошуковий-розвідувального буріння перевищив 45 млн м. Видобуток нафти зосереджений в середньому Приоб'ї. Газ видобувається переважно в північних районах. Крупні родовища нафти — Самотлорське, Холмогорське, Красноленінське, Федоровське, газу — Уренгойське, Ведмеже, Ямбургське. Глибина залягання від 700 м до 4 км. Проводиться видобуток торфу, сапропелів, кварцових пісків, вапняків. Розвідано близько 400 родовищ сировини для виробництва будівельних матеріалів. Рудні корисні копалини і коштовні камені відкриті на східному схилі Приполярного і Полярного Уралу.
Область багата запасами прісної води, які представлені крупними річками — Об, Іртиш, Тобол, озерами (650 тис.) — Чорне (224 км²), Великий Уват (179 км²) і ін., підземними водами, в яких міститься більше половини російських запасів йоду (30 млг/л) і брому (40—50 млг/л).
За лісовими ресурсами область займає третє місце в Російській Федерації (після Красноярського краю і Іркутської області). Загальний запас деревини оцінюється в 5,4 млрд м³.

## Основні галузі промисловості
За обсягом виробленої промислової продукції область займає 1 місце в Росії. Основною галуззю спеціалізації є паливна промисловість, частка якої становить 86,4 % обсягу промислового виробництва області. Значна частина нафти (64 %) і газу (91 %) Росії здобувається в Тюменській області. За 2003 р. здобуто 283 млн т нафти і газового конденсату, 564 млрд м³ природного газу.
Переробка вуглеводневої сировини здійснюється заводами в м. Губкинському, Муравленко, Сургуті; Бєлозерським і Южно-Балицьким ГПЗ. Найбільший нафтопереробний комбінат країни розташований в Тобольську. У його склад входять декілька могутніх виробництв з переробки нафти і газу.
Коефіцієнт спеціалізації (душового виробництва) по нафті — 30, по газу — 41.
Значний розвиток отримала електроенергетика — 7,2 %, Сургутські ГРЕС-1 і ГРЕС-2, а також Нижнєвартовська ГРЕС є найбільшими виробниками електроенергії в Росії, що працюють на попутному газі і що забезпечують електроенергією нафтогазовий комплекс ХМАО.
Основна спрямованість підприємств машинобудування (3,6 %): геологорозвідувальне, нафтопереробне устаткування нафтопромислу, тракторні причепи, деревообробні верстати. Головні підприємства: Тюменський акумуляторний завод, Тюменські моторостроітелі, ВАТ «Нєфтємаш».
У хімічній і нафтохімічній промисловості здійснюється випуск бутадієна, синтетичних смол, поліетиленових труб. Проводиться біля третини об'ємів зрідженого побутового газу.
Лісохімічний комплекс представлений в основному лісозаготівельною і деревообробною галузями промисловості. Значну частину деревини поки вивозять з підрайону в необробленому вигляді (круглий ліс, рудстойка, дрова). Таким чином, наявні в Тюменській області запаси нафти і газу створили передумови для розвитку не тільки могутньої нафтогазової промисловості, але і визначають розвиток інших галузей.

## Сільське господарство
Область вирізняється суворими природно-кліматичними умовами, 90 % території віднесено до районів Крайньої Півночі або прирівняно до них. Лише 3 % території області займають сільськогосподарські угіддя. Сприятливіші кліматичні умови півдня дозволяють вирощувати зерно, картоплю, овочі, грубі і соковиті корми, наявність великих площ сінокосів і пасовищ створює сприятливі умови для молочно-м'ясного тваринництва. Тут виробляється близько 80 % сільськогосподарській продукції області. Сільськогосподарські організації автономних округів спеціалізуються на виробництві молока, яєць, овочів захищеного ґрунту. Розвинені традиційні для корінних народів Півночі промисли — оленярство і рибальство.